# 第2世代原子炉

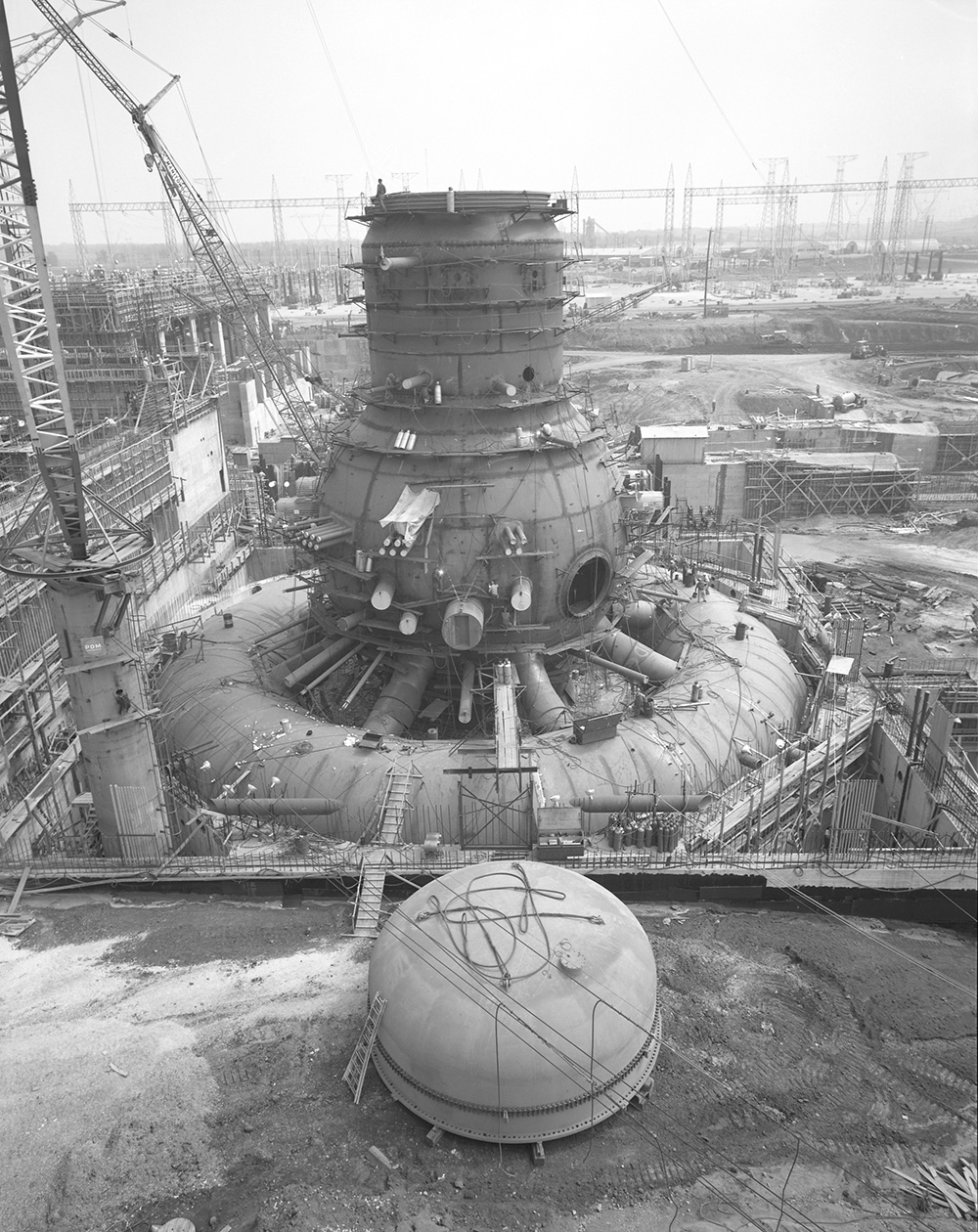
ブラウンズ・フェリー原子力発電所の原子炉建築風景。第2世代原子炉は第1世代に比べより大型になった。

第2世代原子炉 (だいにせだいげんしろ) は原子炉設計の分類。第2世代という区分は第4世代原子炉の構想が導入された際に米国エネルギー省によって4つの世代のひとつとして示されたものである。第2世代炉は1990年代末までに設計された初期の商業用炉を意味している。
これらは原型炉と早期の実証炉からなる第1世代炉とは対照的に実質的な利用を目的とされた実用炉である。第2世代炉には加圧水型、沸騰水型、CANDU炉、改良型ガス冷却炉、VVER、RBMKなどが含まれる。第2世代原子炉は多くが30年から40年の設計寿命を見込んで生産された。これらの形式の原子炉は安全性をより高くするために改良が加えられ続け、1990年代にはより改良された第3世代原子炉に変化した。
第2世代原子炉は現在では古い技術になっており、安全性などは第3世代と比べ劣っている。一方で、コスト面から改良型の第2世代炉が新設される例もある。2000年以降に建てられた発展型第2世代の設計に対しては第2世代+という表現が使用される。代表としては中国のCRP1000などが存在し、より高価な第3世代原子炉との競争においてこの呼称がよく使われる。第2世代+では改良型の安全システムや設計寿命を60年にするなどの近代化が見られる。
第2世代原子炉の設計は一般的にもともと設計寿命が30年から40年である。しかしながら、第2世代原子炉の多くはその活動寿命が50年から60年に延ばされており、再び活動寿命が80年に延ばされることも経済的であるとされる。先進諸国ではスリーマイル島事故(1979年)やチェルノブイリ事故(1986年)以降に原子炉の多くが立て替えられなくなったことから、当時現役であった第2世代炉が現在に至るまで稼動している例が多い。

## 第2世代の原子炉
| 炉型             | 特徴 |
| ---------------- | --- |
| 沸騰水型原子炉   | 加圧水型とともに多くの原子炉の原型となった原子炉。沸騰させた軽水でタービンを回す 仕組みになっている                                   |
| 加圧水型原子炉   | 沸騰水型とともに非常に多く採用されている原子炉。冷却水の一次系と二次系が分離して おり、廃炉の際のごみが少ない                         |
| CANDU炉          | カナダで設計された原子炉。運転中に核燃料が取り出せるようになっている                                                                  |
| 改良型ガス冷却炉 | イギリスで利用される原子炉。黒鉛を減速材に使う黒鉛炉。ガスで冷却を行っている                                                          |
| VVER             | ロシアが採用している加圧水型原子炉。基本的に加圧水型原子炉と同様であるが西側諸国 のものとは設計に差異がある。                         |
| RBMK             | 黒鉛を主要な減速材として用いた原子炉。黒鉛炉では発電用量が大きい。チェルノブイリ 事故の同型炉であるが、改良を加え現在も使用されている |